# Rivière Senneville
Rivière Senneville är ett vattendrag i Kanada.   Det ligger i provinsen Québec, i den sydöstra delen av landet, 300 km nordväst om huvudstaden Ottawa.
I omgivningarna runt Rivière Senneville växer i huvudsak blandskog. Runt Rivière Senneville är det glesbefolkat, med 13 invånare per kvadratkilometer.